# Homicide Hills - Un commissario in campagna
Homicide Hills - Un commissario in campagna (Mord mit Aussicht, "Omicidio con vista") è una serie televisiva tedesca. Le prime tre stagioni sono state trasmesse  dal 7 gennaio 2008 al 16 dicembre 2014, mentre il film TV è stato trasmesso il 28 dicembre 2015 su Das Erste, il canale nazionale della TV pubblica tedesca ARD. La serie viene ripresa con il nuovo nome di Homicide Hills - Fresh Force e un nuovo cast nel 2022.
In Italia la prima stagione è stata trasmessa su Rai 1 il 16 giugno 2012 alle 17:50, mentre la seconda il 6 luglio 2013. Il nono episodio della seconda stagione "Morte alla diciottesima buca" è stato trasmesso su Rai 1 domenica 9 giugno 2013, come "tappabuchi" della programmazione. La terza stagione è stata trasmessa su Rai 2 dal 17 al 21 ottobre 2016. Dalla quarta stagione è stata trasmessa su Rai 3 dal 18 giugno 2023, seguita dalla quinta nel 2025.
La serie è ambientata nella città immaginaria di Hengasch, sull'altopiano di Eifel.

## Episodi
| Stagione         | Episodi | Prima TV Germania | Prima TV in italiano |
| ---------------- | ------- | ----------------- | -------------------- |
| Prima stagione   | 13      | 2008-2010         | 2012                 |
| Seconda stagione | 13      | 2012              | 2013-2014            |
| Terza stagione   | 13      | 2014              | 2016                 |
| Film TV          | 1       | 2015              | inedito              |
| Quarta stagione  | 6       | 2022              | 2023                 |
| Quinta stagione  | 13      | 2024              | 2025                 |